# Belmont (Sutton)
Belmont városrész London Sutton kerületében, amely a városközponttól, a Charing Crosstól 17,4 km-re dél-délnyugatra fekszik. 2011-ben 10 048 lakosa volt.

## Szomszédos városrészek
- Sutton (észak)
- Cheam (nyugat)
- Ewell (nyugat)
- Banstead (dél)
- Carshalton (kelet)
- Wallington (kelet)

## Híres emberek
- Itt született 1947-ben James Hunt Formula–1-es világbajnok.